# روباه فرانسین
روباه فرانسین (انگلیسی: Francine Fox؛ زادهٔ march ۱۶, ۱۹۴۹ (۷۶ سال)) ورزشکار اهل ایالات متحده آمریکا است.
وی در مسابقات کشوری و بین‌المللی در مجموع برندهٔ ۱ مدال نقره شده‌است.